# Dafra
Dafra  è una città e sottoprefettura del Ciad situata nel dipartimento di Manbague, provincia di Tandjilé.